# مرتضی آزموده
مرتضی آزموده (۱۲۸۳ تهران - ۱۳۴۲ تهران) از کارگزاران اقتصادی دوره پهلوی و وزیر اقتصاد ملی بود.
پس از تحصیل در مدرسه حقوق در نخستین گروه دانشجویان اعزامی در سال ۱۳۰۷ به فرانسه رفت و با گرفتن دکترا در رشته حقوق از دانشگاه گرنوبل در سال ۱۳۱۳ به ایران بازگشت. آزموده در اداره کل فلاحت مشغول به کار شد که پس از شهریور ۱۳۲۰ به وزارت کشاورزی تبدیل شد. مدتی رئیس بنگاه مستقل آبیاری بود  تا اینکه در سال ۱۳۲۳ نصرالدوله اعتمادی وزیر کشاورزی شد و او را به عنوان معاون خود به مجلس معرفی کرد.
دکتر آزموده شش سال معاون وزارت کشاورزی بود و در این مدت در چند کابینه که وزیر کشاورزی نداشتند، این وزارت‌خانه را سرپرستی می‌کرد تا اینکه در دولت سپهبد رزم‌آرا چند ماهی وزیر اقتصاد ملی شد.